# カモシダせぶん
カモシダせぶん（1988年7月13日 - ）は、日本のお笑い芸人、小説家、書店員。お笑いコンビ・デンドロビームのメンバー。本名、鴨志田 道秋（かもしだ みちあき）。男性。旧芸名は一人っ子カモシダ。松竹芸能所属。

## 来歴
神奈川県川崎市出身。神奈川県立生田高等学校卒業。松竹芸能タレントスクール東京校10期生出身。身長170cm、体重60kg、血液型はB型。
2006年7月に同じく松竹芸能所属のせつことお笑いコンビ『シャンゼリーゼ』を結成。シャンゼリーゼは2011年8月に解散。ピン芸人『一人っ子カモシダ』として活動開始。
2013年5月に同級生であった具志堅翔太（ぐしけん・しょうた）とお笑いコンビ『ガング』を結成。
2013年秋にピン芸人として新宿角座で開催された『松竹お笑いビブリオバトル』で優勝。
2014年4月にガングを解散。最後のライブである『ライブトラディショナル』にて具志堅は芸人を引退する。
その後再びピン芸人に移行、2014年7月30日に芸名を『カモシダせぶん』に改名。命名者は同じ松竹芸能所属のお笑いコンビ『トチギフ』の荒井。
2017年にマリッジスターこうもととのコンビ『ウルトラトウフ』を結成。
2019年12月23日に自宅が収斂火災に遭う。原因は窓際に置いていた鏡に反射した日光がソファーを燃やしたことだった。「収れん火災」という言葉が普段耳慣れないものだったこともあって、フジテレビ『とくダネ!』、日本テレビ『日テレNEWS24』『news every.』『ZIP!』、TBS『Nスタ』など報道・情報番組からの取材が集中した。なお、部屋は火災保険で修繕する予定。火災で3000冊あった蔵書を全て失うこととなったが、外出時に唯一持ち出していたのが中国の小説の三体であり、太陽というキーワードが一致する偶然からエピソードが作者である劉慈欣まで伝わった。その後、火事見舞いとしてサイン本が贈られている。
2020年9月に高校時代にディベート甲子園に出場した経験を活かした漫画『ディベートショーダウン』（スクウェア・エニックス、作画：ワタリガニ）の原作を担当、『ガンガンONLINE』にて配信される。
2021年10月にウルトラトウフを解散。
2022年8月に松竹芸能所属のオオトウとのコンビ『ヴァヴァ』を結成、M-1グランプリ出場。同年9月、M-1グランプリ出場のためにシャンゼリーゼ時代の相方だったせつこと即席コンビ「うのはな」を組んでこちらのコンビでも出場。11年ぶりの“再結成”となった。
2024年5月にヴァヴァの相方であったオオトウと改名コンビ『デンドロビーム』を結成。
2024年9月、小説『探偵はパシられる』（PHP研究所）で小説家デビューを果たし、日本推理作家協会会員となった。

## 人物
元プロ野球選手の鴨志田貴司と親族同士であり、また声優の川上とも子ははとこに当たる。他に親族は母方の祖父が大手銀行の元会長。、母方の祖母はかつて外務省に勤務。父方の家系は江戸時代から続く地主の一族で、その父方の祖父は神奈川県川崎市麻生区での大地主であり、新百合ヶ丘駅周辺にビルを4～5棟持っているほど。カモシダ自身も東京・高円寺の中古マンションを親族からプレゼントされたことがある。また親族はミーハーな所があり、実家の門を北島三郎の自宅を同じデザインにしたり、イチロー愛用の酸素カプセルと同じものを購入したり、祖母はアメリカ留学していた時にウォルト・ディズニーのセル画を入手したりしている。
趣味はウクレレ。特技はうがいをしながらウクレレの弾き語り「うがレレ」、『金田一少年の事件簿』の事件を言われたら怪人名・犯人の名前をいう事が出来る、速読。
円谷プロ検定2級所持。
読書好きであり、書店で働いている。書店員芸人としてYouTubeなどで本を勧める活動をしている。好きな作家は詠坂雄二。
藤井隆に似ているとライブなどで言われたことがある。藤井隆の物真似で『ものまねグランプリ』（日本テレビ）の「ものまねショートSHOW」のコーナーにも出演した。
フジテレビ系バラエティ番組｢人志松本のゾッとする話(2009年10月20日、27日OA)｣でヒカリゴケの片山祐介が話した｢ある後輩が70歳の女性に言い寄られた｣話はカモシダが体験した話である。

## 芸風
一人コント、書店員漫談など。
『攻殻機動隊』の魅力を解説しながら笑いを取るネタを得意とする。

## 出演

### テレビ
- ショーバト!（日本テレビ）
- ものまねグランプリ（日本テレビ）
- 有田チルドレン（2015年5月5日、TBS）
- 虎の門（テレビ朝日）
- アリケン（テレビ東京）
- ぷっすま（2010年、テレビ朝日）
- 解決!ナイナイアンサー（日本テレビ）
- 名探偵コナン 純黒の悪夢 公開記念 コナン20周年の謎に迫る!天海祐希からB’ｚまで総登場（日テレプラス）
- くりぃむナンチャラ（2016年12月、テレビ朝日）
- くりぃむしちゅー特番 芸能界最強!お笑いマニア王決定戦（2017年1月3日、テレビ朝日）

### ラジオ
- きらり10代!（NHKラジオ第1放送）
- 真夏のサウンドシアター（NHKラジオ第1放送）
- 真冬のサウンドシアター（NHKラジオ第1放送）

### 舞台
- 「解体OK」

### 映画
- キットピーク（下地敏史監督作品、2009年3月公開）- 準主役格で出演

### 雑誌・その他
- BeeTV「笑売寺」
- 集英社文庫書籍「トラッシュ」（増島拓哉著作品）解説
- ひかりTV「アニメノキカク」
- CM「PlayStation Vita」
- schoo(スクー)WEB-campus.「現役書店員『ビブリオ芸人』カモシダせぶんのお笑い書籍紹介講義」
- ニコニコ超会議

## 著作

### 小説

#### 単行本
- 探偵はパシられる（2024年9月19日、PHP研究所）[14][15]　ISBN 978-4-569-85745-9

#### アンソロジー
「」内がカモシダせぶんの作品
- 七つの大罪（2025年7月14日、宝島社）「父親は持ってるエロ本を子どもに見つからないようにしろ」

### 漫画
- ディベートショーダウン （スクウェア・エニックス、作画：ワタリガニ『ガンガンONLINE』2020年9月21日） - 原作を担当[9]

### エッセイ
- 書店員芸人～僕と本屋と本とのホントの話～「売れてない芸人(金の卵)シリーズ」（2021年2月6日、代官山ブックス〈電子書籍〉）[23]